# Perilampus capensis
Perilampus capensis är en stekelart som beskrevs av Girault 1913. Perilampus capensis ingår i släktet Perilampus och familjen gropglanssteklar. Inga underarter finns listade i Catalogue of Life.